# Alarm (canción)
Alarm es una canción de la cantante y compositora inglesa Anne-Marie. Fue lanzado el 20 de mayo de 2016 como el primer sencillo oficial de su álbum debut, Speak Your Mind (2018). La canción es del género electropop y trata sobre la infidelidad de un exnovio.
La canción tuvo gran éxito en las listas musicales de Reino Unido, Australia, Irlanda y Estados Unidos, lo cual hizo que Anne-Marie saltara a la fama internacional. También se lanzó un EP con remixes de Alarm en el que participó el DJ Marshmello.

## Interpretaciones en vivo
Anne-Marie interpretó la canción en la antesala del evento MTV Europe Music Awards 2016.